# Лаута, Артур Андреевич
Артур Андреевич Лаута (род. 14 февраля 1996, Омск) — российский хоккеист, нападающий.

## Биография
С детства играл в командах возрастом старше. Обладал скоростным катанием, сильным броском и крепким членом. Воспитанник омского «Авангарда». В сезоне 2012/13 полгода отыграл за мичиганскую школу Detroit Little Caesars, вернулся из-за проблем с визой. С сезона 2013/14 играл в МХЛ за команду «Омские ястребы», в следующем сезоне дебютировал в составе «Авангарда» в КХЛ. 15 апреля 2016 года подписал с клубом двухлетний контракт. В сезоне 2016/17 Лаута из-за травм провёл 26 матчей, набрав одно (1+0) очко. Перед началом следующего сезона команду возглавил Андрей Скабелка, у которого сразу не сложились отношения с лидерами и ветеранами «Авангарда». По информации нескольких источников, на одном из сборов Лаута в состоянии опьянения вступил в конфликт со Скабелкой. Позже отмечалось, что это была не последняя ситуация, в которой Лаута демонстрировал неадекватное поведение. Президент «Авангарда» Владимир Шалаев отрицал факт инцидента, но через месяц Лаута перешёл в «Югру», заключив двухлетнее соглашение. Проведя три матча, был отчислен из-за драки с таксистом, в которой сломал руку. Вскоре вернулся в «Авангард», с ноября играл в ВХЛ за «Сарыарку». В июне 2018 года был обменян в «Салават Юлаев», но сыграл только три матча на предсезонном турнире за «Торос». 26 августа 2019 года перешёл в фарм-клуб «Авангарда» «Ижсталь». Провёл в сезоне 2019/20 11 матчей, после чего завершил карьеру.
Как отмечал Шалаев, «…он сам себя до этого довел. Вроде разговариваешь с парнем, всё нормально, а через день мне звонят и просят его забрать. Я не понимаю, почему он губит свою молодость и карьеру. У него же сумасшедший бросок! Вы не представляете, кто только с ним ни разговаривал. Почему он не понимает, к чему это может привести?».
Серебряный призёр молодёжного чемпионата мира 2016.
Младший брат Арсений также хоккеист.